# 永谷寿一
永谷 寿一（ながたに じゅいち、永谷壽一、1903年1月27日 - 1953年2月2日）は、日本の陸上競技（長距離走）選手。

## 生涯
兵庫県出身。明治大学在学中、箱根駅伝に3回出場（1924年-26年、第5-7回大会）し、それぞれ区間1位をとるなど活躍、明治大学の二連覇（1924-25年）に貢献した。また、1925年には第7回極東選手権に出場。同年の日本陸上競技選手権大会では、5000m、10000mそれぞれで優勝。なお、1925年4月には10000メートル走の日本記録を極東大会の関東地区予選（32分38秒6）・全国予選（32分11秒8）で立て続けに更新。また1925年10月17日に神宮大会関東予選で出した5000メートル走の16分00秒4の記録は当時の日本記録であった。
1926年（大正15年）、明治大学法科卒業後は南満州鉄道職員。1928年アムステルダムオリンピックに代表選手として参加、10000メートル走とマラソンに出場した。10000メートル走では19位（33分31秒0）。永谷は10000メートルが専門であるが、日本の陸上界がメダル候補として期待をかける山田兼松と津田晴一郎のため、今日でいうペースメーカーとして起用されたという:249。マラソン競技向けの練習はしていなかったというが、折り返し点付近まで山田・津田らとともに首位グループを走り、3時間03分34秒で完走した（48位）。
満鉄社員消費組合（満消）の職員となり、『消費組合研究』に一連の経営分析を発表した。夫人の永谷晴子は寿一の影響で消費組合との接点を持ち、戦後の生活協同組合運動のリーダーの一人となった。娘の正子は加藤栄一（行政学者）の妻。